# Peperomia subrubescens
Peperomia subrubescens är en pepparväxtart som beskrevs av Truman George Yuncker. Peperomia subrubescens ingår i släktet peperomior, och familjen pepparväxter. Inga underarter finns listade i Catalogue of Life.